# فريد د م س دباح
فريد د م س دباح, من مواليد 19 يوليوز (تموز) 1976 بمدينة باريس، هو ممثل، كاتب سيناريو ومنتج أفلام من الجينسيتين الفرنسية والجزائرية. كما وأنه معروف كمصور ورجل سياسي.

## السيرة
فريد د م س دباح ولد عام 1976 بباريس عاش بداية مراهقته في الجزائر تألق في عالم الموسيقي مما سمح له بتسجيل أول 45 جولة مع أخيه ياسين وأخته هاديا.
في سن 16 مع عودته إلى باريس فتح شركته الأولى للكمبيوتر. فضولي ومغامر بطبيعته قام بالتخلي على الكمبيوتر لكي يصبح منتج ومنشط برامج إذاعية وهو
في الثامنة عشرمن عمره. بالموازات مع ذلك حصل على ترخيص مقاول عروض مما سمح له بتنظيم العديد من حفلات موسيقى العالم في باريس وضواحيها.
في سن 20 انتج من خلال شركته الانتاجية أول فيلم له بعنوان السم القاتل «فونين موغتال» الذي يسرد الانتساب إلى الجحيم من مدمن مخذرات مع الممثلة ايلودى نافار. عرض الفيلم بمهرجانات أوروبية عديدة، في مكتبة باريس وسينماتيك الجزائر العاصمة. بعد هذا النجاح بداية كتابة فيلمه الروائي المطول الأول.
وهو في سن 24 أسس شركة إنتاج للأفلام الروائية الطويلة المعروفة باسم «ايفازو فيلم» وهذا ما جعله يكرس وقته لشغفه بالسينما.
سنة 2001 انتج واخرج فيلم قصير مع كريستينا ربالى ورشيد ارحاب وكتيرى بيكرو وهانرى فيوبيت والمغنيان شاب خالد وكمال من المجموعة انتيك وبعد ذلك انتج افلام رسوم متحركة وهنا تحصل على الجائزة الكبرى في السباق السينمائي في فرجوس بفرنسا والطفل الطائر.
سنة 2002 حصل على أفضل سيناريو عن فيلمه عبقرية من ابريق الشاي.
بالإضافة إلى ذلك فهو المنتج التنفيذي والمدبر للعديد من الفيديو كليبات وذلك لصالح أشهر الإنتاجات الموسيقية مثل  M6 Interactions وسوني بي إم جي.
في أغسطس 2004 قرر مع شركائه تغيير اسم الشركة لكى تصبح «د م س دباح فيلم» (DMS DEBAH FILM).
في أكتوبر2004 أخرج وأنتج فيلم قصير في نطاق 35 ملم على الالغام الارضية مع ايلودى افار بعنوان جلاد الابرياء. حصل من امير اكستروك وهو أيضا مخرج على السعفة الذهبية (palme d'or) في المهرجان السينمائي في جنوب فرنسا كما حصل لفيلمه على جائزة الجمهور في مهرجان سان مورفي عام 2006، وجائزة لجنة التحكيم الشبابة في مهرجان cours 24 في عام 2007.
في 8 يناير 2005 حصل على ميدالية الشرف من مدينة كريملا بيسيتر في الحفل السنوي لرغبات رئيس بلدية جان لوك لوران.
وفي الشهر نفسه، أنتج الفيلم من قبل المخرج الشاب فرانك إلليرا بعنوان الجملة فينالي الذي يلقي معا الجهات الفاعلة الموهوبين مثل هانز ماير، ديدييه فلامانت، غابرييل Lازوري، ماري الاندماج وإيلودي نافار.
في صيف عام 2005، أنتج وأخرج العديد من الإعلانات التجارية للسوق الجزائري بما في ذلك مشغل للهاتف المحمول موبيليس الوطني.
في عام 2006 وكتب وأنتج فيلمين قصيرين في تركيب صورة، بعنوان ناموس، المبارزة وسانعلانت ناموس جزء من Fيسهينع يضم اثنين من البعوض مجنون تماما.

في عام 2012، أنتج وأخرج فيلم وثائقي بمناسبة عيد الأضحى المبارك الذي من خلاله  باكتشاف احتفال ديني كبير، وكثيرا ما انتقد. بعيدا عن التحيز، وذهب المخرج لتلبية الشخصيات المثيرة للجدل مثل طارق رمضان، نادية ياسين، أو جو ريعينستيين، أستاذ علوم الغذاء في جامعة كورنيل (الولايات المتحدة الأمريكية).منذ عدة سنوات، يعمل فريد على إنشاء مركز سينمائي في الجزائر. وهناك مشروع قريب من قلبه لأنه يريد إنشاء جسور حقيقية بين أوروبا والمغرب العربي وتسهم في تبادل الخبرات في عالم الفن.

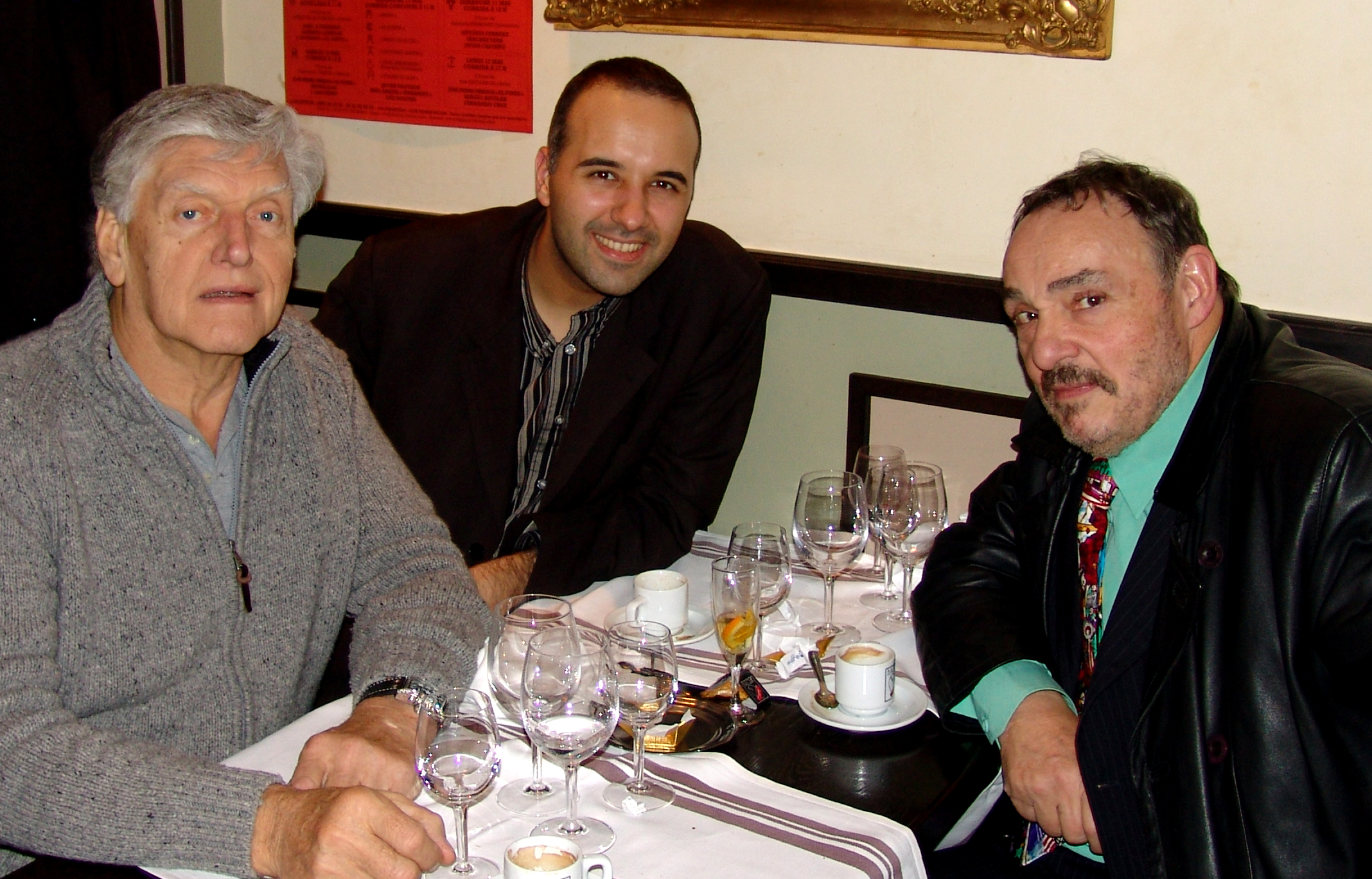
الجهات الفاعلة جون رايز-ديفيس ديفيد براوز وفريد د م س دباح

عمل فريد بفضل القوة والتحفيز الذي يستنبده من  مشاريعه على إنتاج وإخراج أول فيلم روائي طويل له عربة 7 (Wagon 7) مع الممثل جيمي جانءلويس (من أبطال المسلسل الأمريكي Heroes). يتعلق الأمر بفيلم من الخيال المثيرأ يغرق بنا في العالم الغامض المفقود بين الحقيقي والغير منطقي، حيث أن كل بطل من القصة يكشف المخاوف، القلق والقيم. فريد نفذ أحد الأدوار الرئيسية.

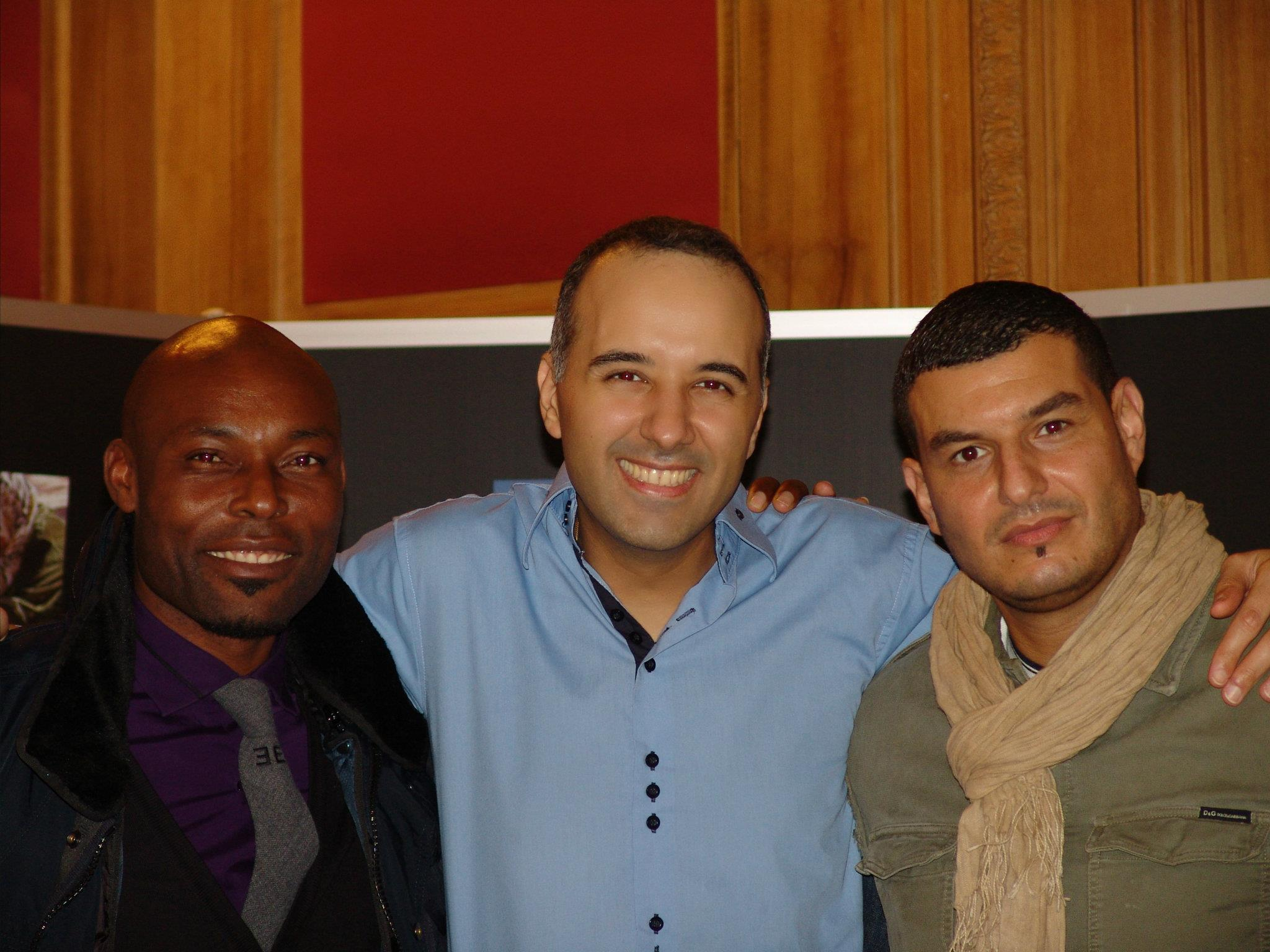
الجهات الفاعلة Jimmy Jean-Louis K-mel وفريد د م س دباح

في يناير 2014، وقدم ثلاثة أفلام قصيرة لتشهير نشر كتاب معاهدة صغيرة للخيانة "Petit traité de l'infidélité" لكنزة بريجة مع ممثلين مثل بيار آلان دي جاريجوس وانابيل ميلوت.

### عضو لجنة تحكيم

#### مهرجانات
- المهرجان الوطني 9 للفيلم الفرنسي Ciné Coup d’Cœur ب Cosne-sur-Loire، الفترة من 5 إلى 7 نوفمبر 2004
- مهرجان سارلا 13 في الفترة من 9 إلى 13 نوفمبر 2004
- مهرجان 12طح السينما والهجرة بأكادير في المغرب في الفترة من 10 إلى 14 نوفمبر 2015.
- المهرجان الأول «أسوار الفيلم القصير» تارودانت في المغرب التي جرت في الفترة من 18 إلى 20 مارس 2016.
- المهرجان السينمائي الدولي 3 في أرمينيا Sose في الفترة من 23 إلى 30 سبتمبر 2016.

#### مدارس
- المعهد التقني ماكياج (ITM  باريس). المهنيين لجنة التحكيم الكلية في قطاع السمعي البصري والسينما والتلفزيون للعام الدراسي 2003.

## العمل الجمعوي
منذ صغره إتبع التزام أبويه خاصة والدته وفي سن العشرين إلتحق بإدارة جمعية الفنانين الشباب (AMJA) لمساعدة المواهب الناشئة بما في ذلك اللذين يأتوا من البلدان النامية كجزء من الأنشطة المجتمعية.
في سن 21 كان أصغر معاون لوزارة الشؤون الخارجية للمجلس الأعلى للشباب في الجزائر ويعمل بانتظام في اللجان كان التعامل مع حالته ثنائية القومية. وقد شارك في العديد من المؤتمرات والاجتماعات في الجزائر العاصمة وبعد بضعة أشهر وفي مهرجان الشباب العالمي في ليسبون التقى مع الأمين العام للأمم المتحدة كوفي عنان خلال العمل على وضع الشباب في البلدان النامية.
سنة 2008 أسس جمعية لنشر الإبداعات المستقلة السمعية البصرية (ADCAI) والتي تعمل على تعزيز التضامن والصداقة بين الثقافات وتشجيع نشر وترويج الإبداعات المستقلة عن السينما العالمية وتحديدا تلك الأقليات. 
في عام 2015، قام بإعادة تصميم الهوية البصرية للمنظمة المغربية غير الحكومية «ما تقيسش ولدي» (لا تلمس طفلي) بالكامل وهو عضو نشط منذ تعرفه على الرئيسة نجاة أنور في عام 2008 في مدينة أغادير. قام بتنظيم داخل المنظمة، حملة توعية وطنية لمكافحة الاعتداء الجنسي على الأطفال في المغرب وأشرف على تصميم مجموعة من المواد التعليمية للمعلمين وغيرهم من المربين في اتصال مباشر مع الأطفال.
في عام 2016، أصبح رئيسا للفرع الأوروبي لمنظمة الغير الحكومية «ما تقيسش ولدي».

## حياته السياسية
مرشح مستقل في الانتخابات البرلمانية عام 2012 في الدائرة الثانية من باريس، جمع 41 صوتا، وهو ما يمثل 0.09٪ من الأصوات.
في الانتخابات البلدية عام 2014، فهو يخوض باعتباره شخصية محلية في قائمة الاتحاد من اليسار رئيس بلدية الصادرة من الكرملين بيسيتري قاد. يتم انتخاب القائمة التي كتبها جان لوك لوران أدت إلى 55.35٪ مما يضع فريد د م س دباح في موقف نائب في المجلس البلدي.
أصبح مدير الحملة الانتخابية لنجاة أنور، القائمة الوطنية لحزب البيئة والتنمية (PEDD) للانتخابات التشريعية المغربية بتاريخ 7 أكتوبر 2016.

## المصور
فريد يعرض العديد من الصور الفوتوغرافية التي التقطت خلال مسارات وثائقية من علم الاعراض البشرية
هذا المعرض للصور الفوتوغرافية يأخذنا إلى عالم من الرجال والنساء الذين يعيشون في ظروف قاسية في وسط الصحراء الجزائرية
تم تقديمها في مجلس إدارة دار البلدية في كريملا بيستر خلال الدورة 14 من اسبوع التضامن العالمي في نوفمبر 2011
فريد يعرض العديد من الصور الفوتوغرافية التي التقطت في يناير كانون الثاني وفبراير 2009 خلال مسارات وثائقي عرقي في فوععاراس الخزانة التي تتعامل مع نظام الري في الصحراء، منذ آلاف السنين، الذين أصلهم لا يزال غامضا على الرغم من أن افتراضات عديدة. يأتي هذا المعرض الفوتوغرافي يأخذنا إلى عالم هؤلاء الرجال والنساء الذين يعيشون في ظروف قاسية في وسط الصحراء الجزائرية. تم عرضه على قاعة مدينة متن الفندق من كريملا بيسيتر بمناسبة الطبعة ال14 من أسبوع التضامن الدولي
وقال انه يدرك حملة التوعية عام 2015 وعام 2016 منظمة غير حكومية مغربية ارفعوا أيديكم عن طفلي بما في ذلك سلسلة من الكليشيهات باستخدام مفهوم وضعت في لقطات تلفزيونية أن وضعت أيضا.

## الأوسمة والجوائز

### الألقاب الفخرية
- 2005 : وسام الشرف لمدينة لوكريملا بيستر

### الجوائز
- 2002 : الفائز ببومار شيه لافضل سيناريو لعبقرية من ابريق شاى
- 2003 : مهرجان فيريوس سباق الجائزة الكبى لفور كركر
- 2004 : مهرجان فيلم سارة
- 2004 : مهرجان فيلم كوسن سور لوار جائزة أفضل فيلم
- 2004 : مهرجان البحر الأبيض المتوسط
- 2006 : مهرجان الافلام في سانت مور جائزة الجمهور لوموتيركر جلاد الابرياء
- 2006 : قبالة مهرجان كان السينمائي السعفة الذهبية جلاد الابرياء
- 2007 : مهرجان قصيرة 24 جائزة لجنة تحكيم الشباب من اجل جلاد الابرياء

## فيلموغرافيا

### أفلام
| سنة  | عنوان الفيلم                          | عنوان الفيلم باللغة العربية | وظيفة | وظيفة  | وظيفة   | وظيفة  | ملاحظات |
| سنة  | عنوان الفيلم                          | عنوان الفيلم باللغة العربية | ممثل  | الكاتب | الإنتاج | المخرج | ملاحظات |
| ---- | ------------------------------------- | --------------------------- | ----- | ------ | ------- | ------ | --- |
| 1996 | Venin mortel                          | السم القاتل                 |       |        |         |        | |
| 2001 | Art’n Acte Production                 | "إرث ن أكت برودوكتيون"      |       |        |         |        | - جائزة الجمهور في مهرجان الفيلم سارلا - جائزة أفضل فيلم في مهرجان السينما ب Cosne-sur-Loire - تنويه لجنة التحكيم الخاصة في مهرجان البحر الأبيض المتوسط للمخرجين الجدد لاريسا "larissa" |
| 2001 | The Firecracker                       | "دي فيركركر"                |       |        |         |        | مهرجان سباق الجائزة الكبرى هيرميس فريجوس السينمائي إخراج إيف كوربيه |
| 2001 | Flying Baby                           | المولود الطائر              |       |        |         |        | إخراج إيف كوربيه |
| 2002 | Lucie Carrasco, une histoire d'Hommes | لوسي كاراسكو، قصة الرجال    |       |        |         |        | مساعد المخرج بينا ظناميرووسكي |
| 2004 | Le Bourreau des innocents             | الجلاد الأبرياء             |       |        |         |        | - جائزة الجمهور في مهرجان الفيلم القصير سانت مور - السعفة الذهبية (palme d'or) في مهرجان كان السينمائي قبالة - جائزة الشباب لجنة التحكيم في مهرجان court 24                             |
| 2004 | Namoos, Duel Sanglant                 | ناموس، المبارزة الدموية     |       |        |         |        | إخراج إيف كوربيه |
| 2004 | Namoos, Partie de Pêche               | ناموس جزء من الصيد          |       |        |         |        | إخراج إيف كوربيه |
| 2005 | Sentence finale                       | العقوبة النهائية            |       |        |         |        | إخراج فرانك إلليرا |
| 2008 | Urban Black                           | "أوربان بلاك"               |       |        |         |        | |
| 2013 | A la découverte de l'Aïd al-Adha      | في طريق إكتشاف عيد الأضحى   |       |        |         |        | |

### الاعلانات
- 2002 : لوسى كاراسكو عطور
- 2005 : موبيليس مليونا مشترك
- 2005 : موبيليس البصمة موبيليس اوريا
- 2010 : Big Media الأمريكية
- 2012: Gametoo، ساونا
- 2012: Gametoo، الثائر
- 2014: "Petit traité de l'infidélité" لكنزة بريجة، هيا، إولد !!!
- 2014: "Petit traité de l'infidélité" لكنزة بريجة، وسوء الفهم
- 2014: "Petit traité de l'infidélité" لكنزة بريجة، الإستحمام
- 2015: «ما تقيسش ولدي»، لا تلمس غرفة نوم طفلي
- 2015: «ما تقيسش ولدي»، ساحة الاستراحة

### فيديو كليب
- 2002 : نادى بود عرف فتاة
- 2003 : مجرد إنسان انا اسف «المدير امشارك»
- 2004 : انطونيو وشركائه
- 2005 : تاكفر ناس توريرو

## روابط خارجية
- فريد د م س دباح على موقع IMDb (الإنجليزية)
- فريد د م س دباح على موقع ألو سيني (الفرنسية)
- فريد د م س دباح على موقع كينوبويسك (الروسية)